# Friden
Friden (Friden Holland N.V.) was een Nederlandse producent van elektrische reken- en telmachines en was gevestigd in Nijmegen en Wageningen. Het bedrijf was eigendom van het Amerikaanse Friden Inc. De naam Friden was ontleend aan de naam van de Zweedse oprichter die mechanische rekenmachines had uitgevonden en ontwikkeld. 

## Geschiedenis

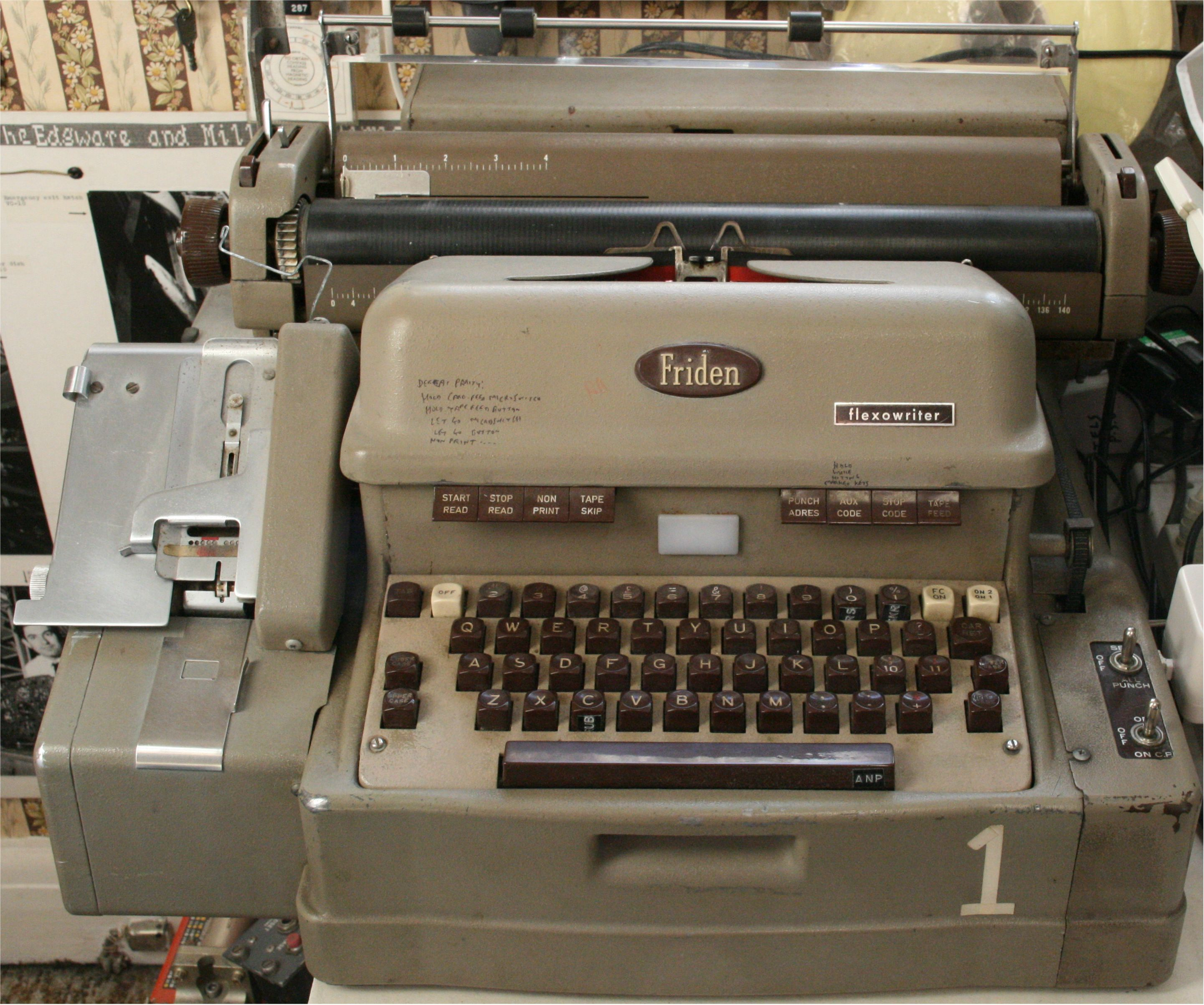
Flexowriter

Friden Inc. opende in 1954 de eerste vestiging in Nederland in een voormalige sigarenfabriek in Wageningen. Dit bedrijf kreeg de naam Friden Holland N.V. en had bij opening 29 werknemers.
Het bedrijf produceerde naast de reken- en telmachines ook een elektronische schrijfmachine, de zogenaamde Flexowriter. Deze machine was van oorsprong een IBM schrijfmachine die reeds in de jaren 20 was ontwikkeld door het bedrijf Rochester N.Y en was gebruikt bij onder andere de volkstelling in Amerika. Friden Inc had dit bedrijf overgenomen. De Flexowriter kon gegevens vastleggen op een ponsband en ponskaart.

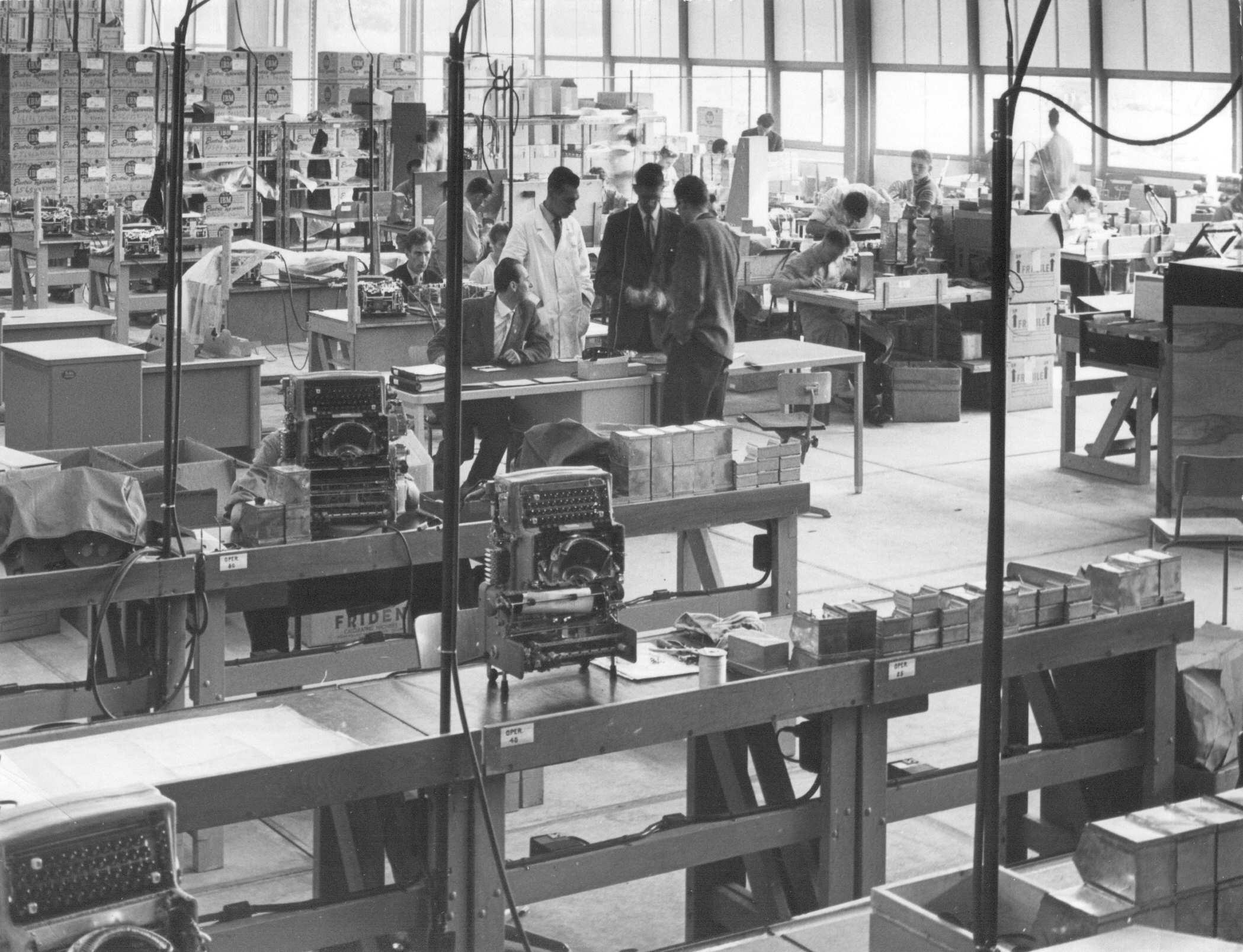
Interieur van Friden Nijmegen

Na drie jaar bleek de groei zo sterk dat de beschikbare ruimte niet toereikend was voor de inmiddels 270 werknemers. Nieuwe ruimte werd gezocht en gevonden bij Nijmegen, in het toenmalige dorp Hatert (later een wijk van Nijmegen), nabij het Maas en waalkanaal. De keuze voor Nijmegen kwam mede voort uit een sociologisch onderzoek waaruit bleek dat Nijmegen een geboorteoverschot had sinds de Tweede wereldoorlog en dat als gevolg daarvan er genoeg personeel zou kunnen worden geworven. De nieuw te bouwen fabriek zou plaats moest bieden aan 700 tot 1200 werknemers. Tijdens de bouw werd tijdelijk een fabriekshal gehuurd (voormalige industriehal van Dupaco aan de weurtseweg in Nijmegen) waarin ook een eigen opleidingsschool werd gevestigd.

In 1958 werd de nieuwe fabriek in Nijmegen geopend die al binnen een jaar te klein bleek om de  productiegroei bij te houden. In 1960 werd een nieuw kantoorgebouw bijgebouwd en werd ook besloten om de productie-eenheid in Wageningen over te hevelen naar Nijmegen.  De locatie in Wageningen werd aangewezen als researchafdeling /laboratorium dat zou gaan werken voor de fabriek in Nijmegen en het moederbedrijf in Amerika.

## Hoofdkantoor
In 1959 opende Friden het hoofdkantoor in Rotterdam, aan de Coolsingel en bood werkgelegenheid aan circa 50 mensen.

In 1965 verhuisde het hoofdkantoor naar Amsterdam. De verkooporganisatie van Friden Holland N.V. had op dat moment vestigingen in Amsterdam, Rotterdam, Den Haag, Eindhoven, Apeldoorn en Groningen. In de productiefabriek in Nijmegen werkten op dat moment meer dan 1000 werknemers. Het bedrijf produceerde op dat moment niet alleen reken- en telmachinens maar ook de eerste computers, factureerapperaten en ponsverwerkende apparatuur.

## Fusie met Singer
In 1963 fuseerde het moederbedrijf Friden met het Amerikaanse Singerconcern, producent van naaimachines. Friden Holland N.V. werd na de fusie de kantoormachine-groep van Singer en kreeg in 1967 uiteindelijk ook de naam Singer N.V.

## Opleidingscentrum
In 1971 opende de afdeling Friden Division van Singer een nieuw complex in Berg en Dal bij Nijmegen waar zowel opleidingscentra voor verkopers en technici werden gehuisvest als ook de internationale marketingafdeling, reclame en externe betrekkingen. Het oude trainingscentrum van Friden was in Renkum, in Hotel Nol.

## Faillissement en doorstarts
Het bedrijf bleek vanaf het begin van de jaren 70 niet in staat te zijn geweest om de snelle ontwikkelingen op het gebied van de mini-rekenmachines bij te kunnen houden en dat leidde tot grote omzetverliezen. Eventuele modernisering van gebouwen en apparatuur waren geen afweging, omdat het product dat gemaakt werd geen toekomst meer leek te hebben. Wel bleek er in Oost-Europa nog een afzetmarkt te zijn voor de producten en dat zou voor het Singerconcern aanleiding zijn geweest om een deel van de productie over te hevelen naar de fabriek in Roemenië. Singer probeerde tevergeefs, samen met de gemeente Nijmegen, het ministerie van Economische zaken en de Amerikaanse ambassade om een koper te vinden voor de fabriek in Nijmegen.
In november 1974 werd bekend gemaakt dat alle 650 werknemers van Singer ontslag was aangezegd nadat in een eerder stadium de researchafdeling al van 115 was gereduceerd tot slechts 15 mensen en bij een eerdere ontslagronde in 1973 reeds 200 mensen waren ontslagen.

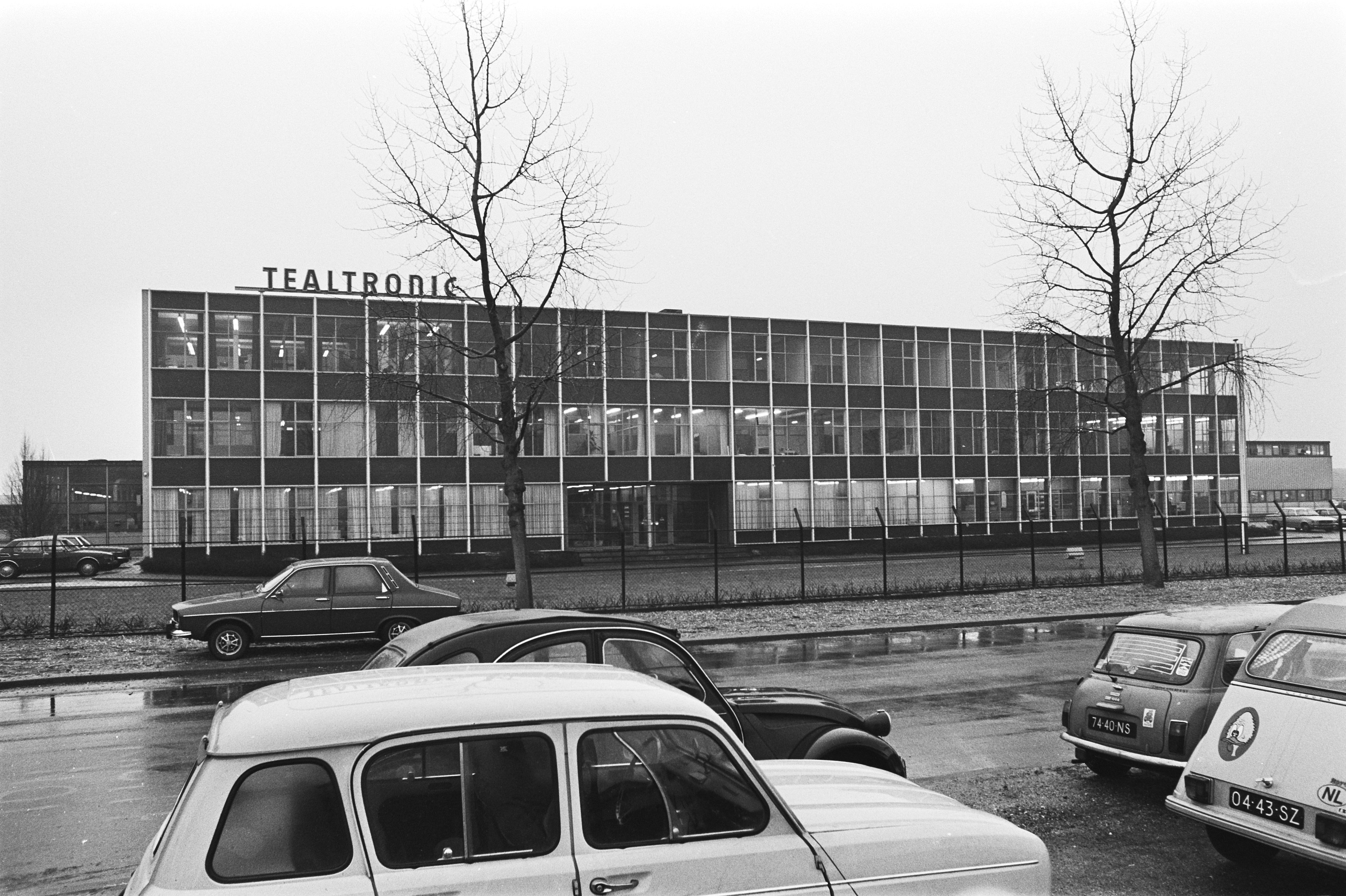
Fabriekspand van Tealtronic in Nijmegen

In 1975 werd de productiefabriek in Nijmegen verkocht aan 2 partijen: de Nederlandse staat, die de werkgelegenheid van 400 mensen daarmee garandeerde en de Zwitserse verkoopmaatschappij Tealtronic, opgericht door 2 voormalig medewerkers van het Amerikaanse Xerox. Deze doorstart onder de naam Tealtronic N.V bleek niet succesvol en het bedrijf kwam in de financiële problemen. Oorzaak zou liggen in de fraude met de overheidsmiljoenen door directeur Rogers.

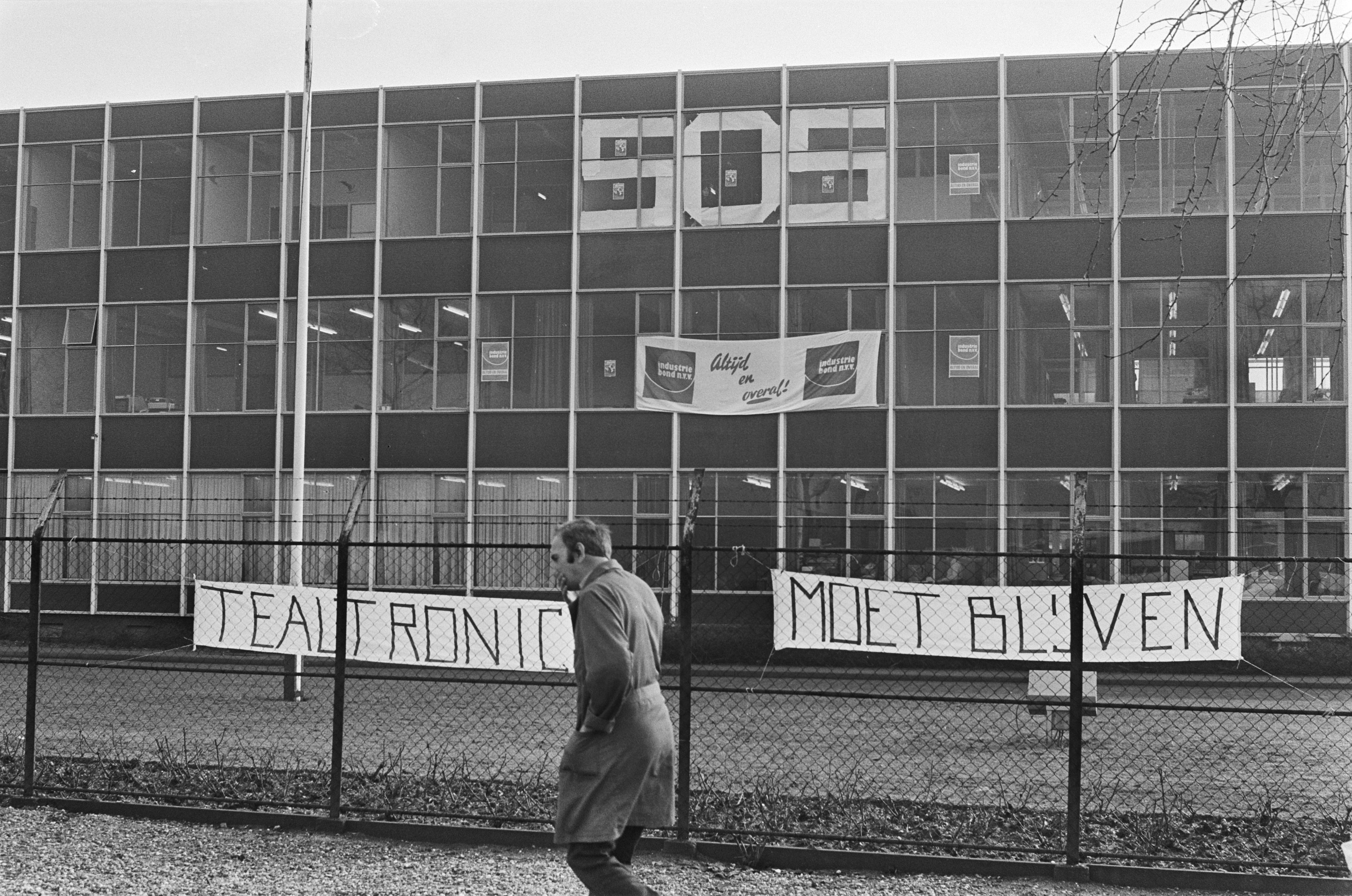
Bezetting van het gebouw met spandoeken

In 1977 bezetten werknemers van Tealtronic het bedrijf, om hun eis aan de regering om de werkgelegenheid te waarborgen voor 450 personeelsleden kracht bij te zetten. Dit leidde niet tot resultaat. De regering had reeds 57 miljoen gulden verstrekt aan het bedrijf en toenmalig minister Lubbers bleek niet bereid nog meer te willen investeren. Dit betekende het faillissement en het ontslag van de werknemers. Wel zegde de regering toe dat een nieuw overheidsbedrijf een deel van de activiteiten van Tealtronic zou gaan voortzetten.
Een klein deel van het bedrijf Tealtronic werd eind 1977 voortgezet onder de naam Daisy Systems, en was volledig eigendom van de overheid. Dit bedrijf werd gevestigd in een nieuwe kleinere fabriek in Wijchen bij Nijmegen en bood aan circa 150 mensen werkgelegenheid. Het bedrijf zou kleine computers en een speciale snelle schrijfmachines gaan produceren.

In 1981 kwam ook Daisy Systems in financiële nood. Het Canadese bedrijf AES Data ltd nam  het bedrijf in zijn geheel over van de overheid. De naam bleef wel intact. In 1987 volgde een managementbuy-out. Directeur Cornelisse nam samen met een zakenpartner alle aandelen van het bedrijf over en hiermee kwam Daisy systems weer in Nederlandse handen. In 1988 viel uiteindelijk toch het doek voor Daisy Systems. Op dat moment had het bedrijf 87 mensen in dienst en produceerde voornamelijk printers ten behoeve van computers. Ook ontwikkelde het bedrijf zogenaamde brailleprinters.